# チャフィー郡 (コロラド州)
チャフィー郡（英: Chaffee County）は、アメリカ合衆国コロラド州の中央部西に位置する郡である。2010年国勢調査での人口は17,809人であり、2000年の16,242人から9.6％増加した。郡庁所在地はサライダ市（人口5,236人）であり、同郡で人口最大かつ唯一の都市でもある。「ロッキー山脈の心臓部」とも呼ばれている。

## 歴史
チャフィー郡は1879年2月10日にレイク郡南部が分離してコロラド州議会によって創設された（ただし、レイク郡は2日間のみカーボネイト郡という名前になっていた）。郡名はコロラド州が州に昇格して初代のアメリカ合衆国上院議員に選ばれたジェローム・B・チャフィーに因んで命名された。

## 地理
サングレ・デ・クリスト山脈の北端に位置している。
アメリカ合衆国国勢調査局に拠れば、郡域全面積は1,015.01平方マイル (2,628.9 km2)であり、このうち陸地は1,013.45平方マイル (2,624.8 km2)、水域は1.55平方マイル (4.0 km2)で水域率は0.15％である。

### 隣接する郡
- レイク郡 - 北
- パーク郡 - 北東
- フレモント郡 - 南東
- サワチ郡 - 南
- ガニソン郡 - 西
- ピトキン郡 - 北西

## 人口動態

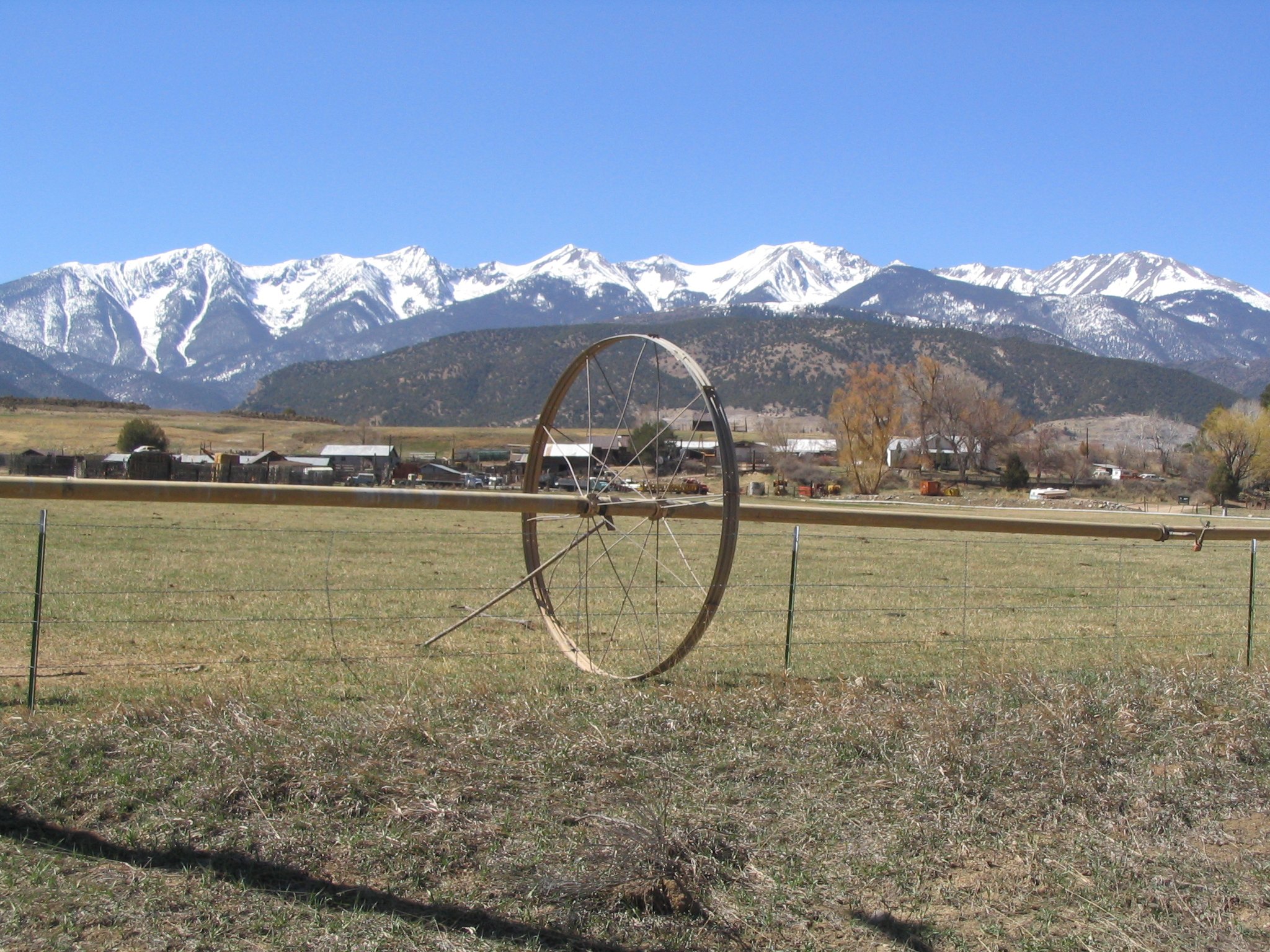
サングレ・デ・クリスト山脈

以下は2000年国勢調査による人口統計データである。
| 基礎データ - 人口: 16,242人 - 世帯数: 6,584 世帯 - 家族数: 4,365 家族 - 人口密度: 6人/km2（16人/mi2） - 住居数: 8,392軒 - 住居密度: 3軒/km2（8軒/mi2） 人種別人口構成 - 白人: 90.94% - アフリカン・アメリカン: 1.58% - ネイティブ・アメリカン: 1.09% - アジア人: 0.44% - 太平洋諸島系: 0.05% - その他の人種: 4.21% - 混血: 1.969% - ヒスパニック・ラテン系: 8.58% 年齢別人口構成 - 18歳未満: 19.7% - 18-24歳: 7.7% - 25-44歳: 28.0% - 45-64歳: 27.5% - 65歳以上: 17.0% - 年齢の中央値: 42歳 - 性比（女性100人あたり男性の人口） - 総人口: 113.6 - 18歳以上: 116.2 | 世帯と家族（対世帯数） - 18歳未満の子供がいる: 25.2% - 結婚・同居している夫婦: 56.7% - 未婚・離婚・死別女性が世帯主: 6.8% - 非家族世帯: 33.7% - 単身世帯: 28.4% - 65歳以上の老人1人暮らし: 11.2% - 平均構成人数 - 世帯: 2.26人 - 家族: 2.77人 収入と家計 - 収入の中央値 - 世帯: 34,368米ドル - 家族: 42,043米ドル - 性別 - 男性: 30,770米ドル - 女性: 22,219米ドル - 人口1人あたり収入: 19430米ドル - 貧困線以下 - 対人口: 11.7% - 対家族数: 7.4% - 18歳未満: 17.3% - 65歳以上: 10.2% |

## 都市と町

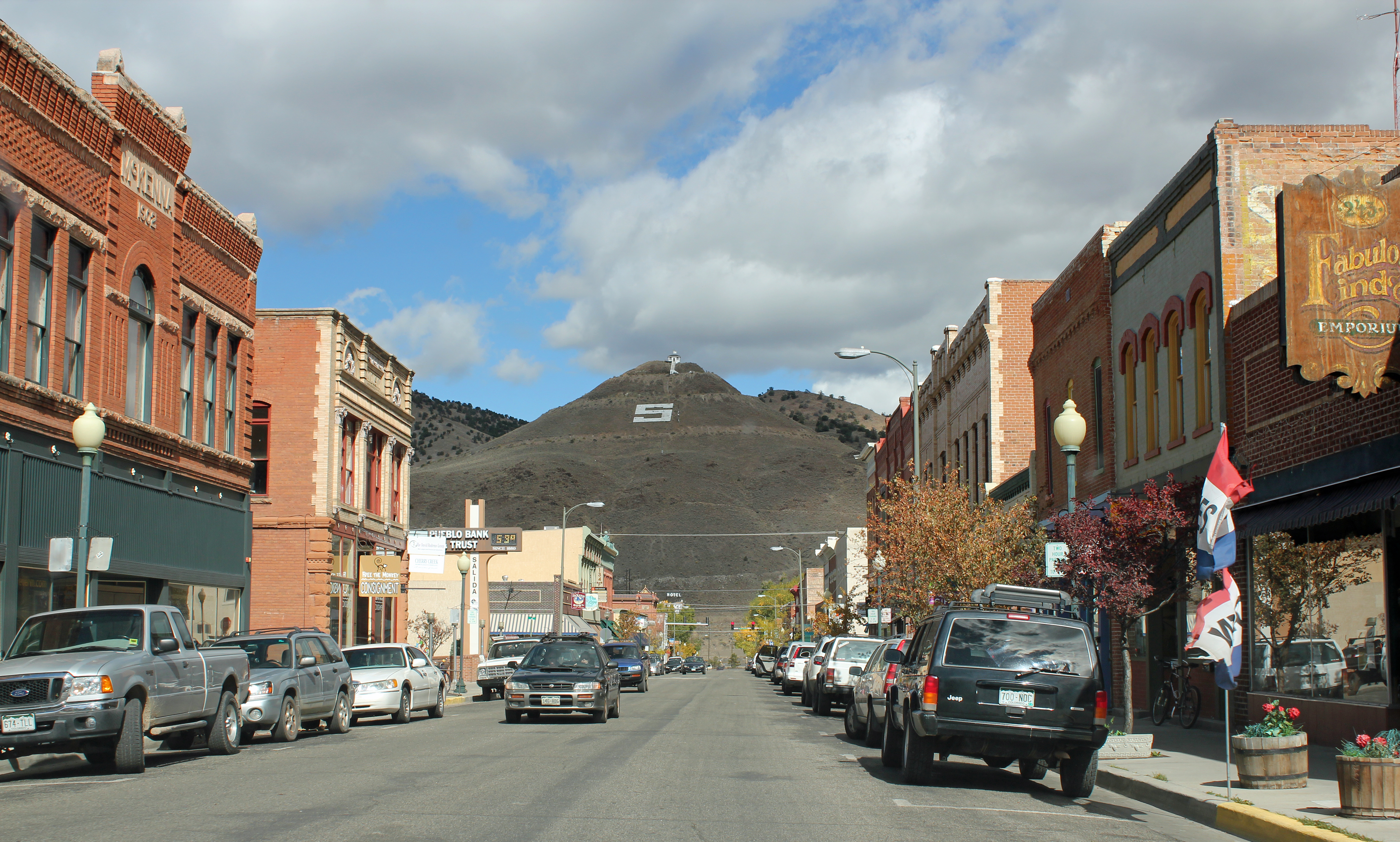
サライダ市街

| - サライダ - 郡庁所在地 - ブエナビスタ - アメリカス - ベルビュー - ブラウンズキャノン - センタービル - クレオラ - フューチュリティ - ガーフィールド - グラナイト - ハミルトン - ジョンソンビレッジ | - メイズビル - ニューエット - ポンチャスプリングス - プリンストン - リバーサイド - ロックデール - セントエルモ - スメルタータウン - ストーンウォール - ターレット - ビックスバーグ - ウィンフィールド |

## ゴーストタウン
セントエルモ、アメリカ合衆国国家歴史登録財指定 ---  全て 2005年6月撮影

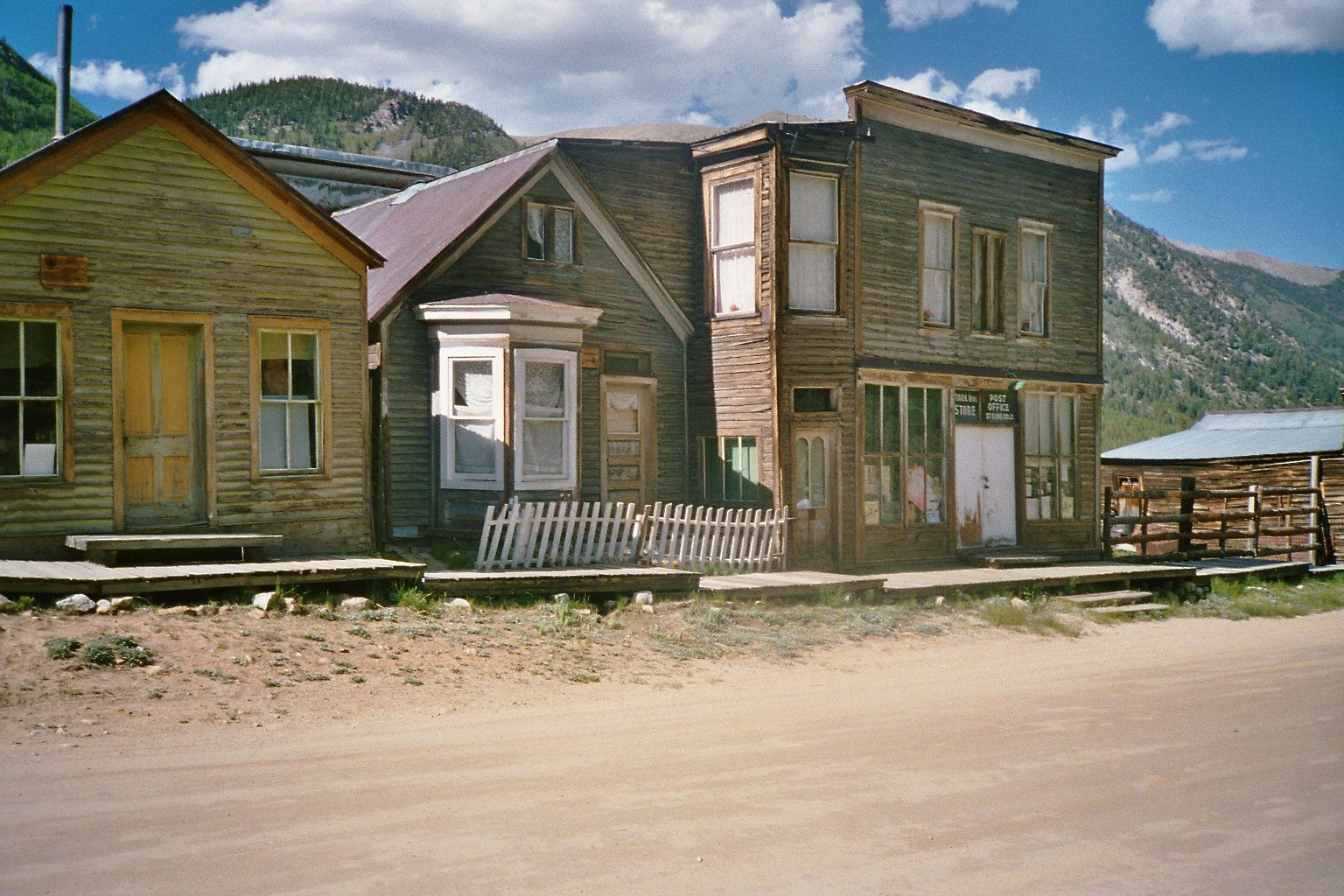
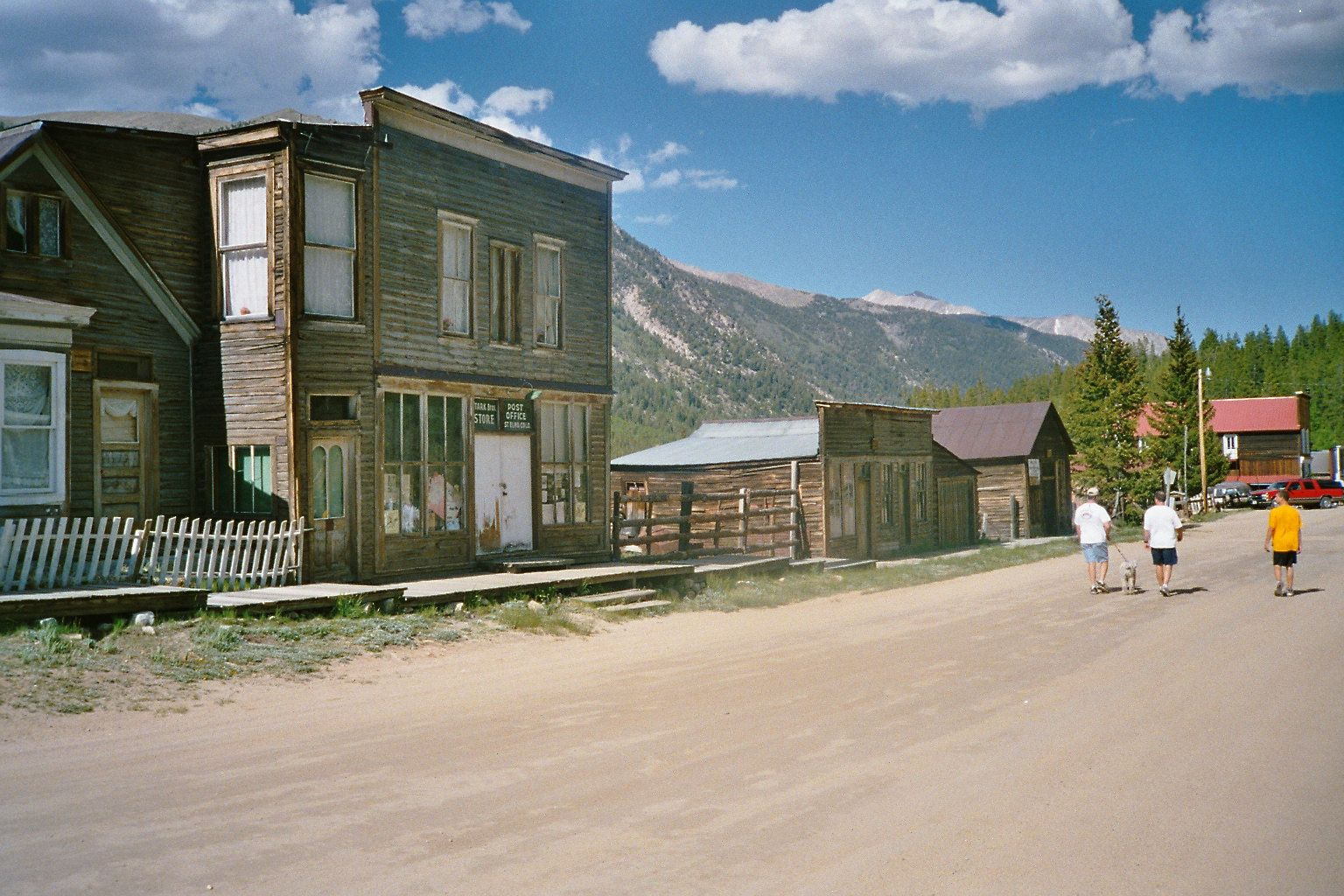
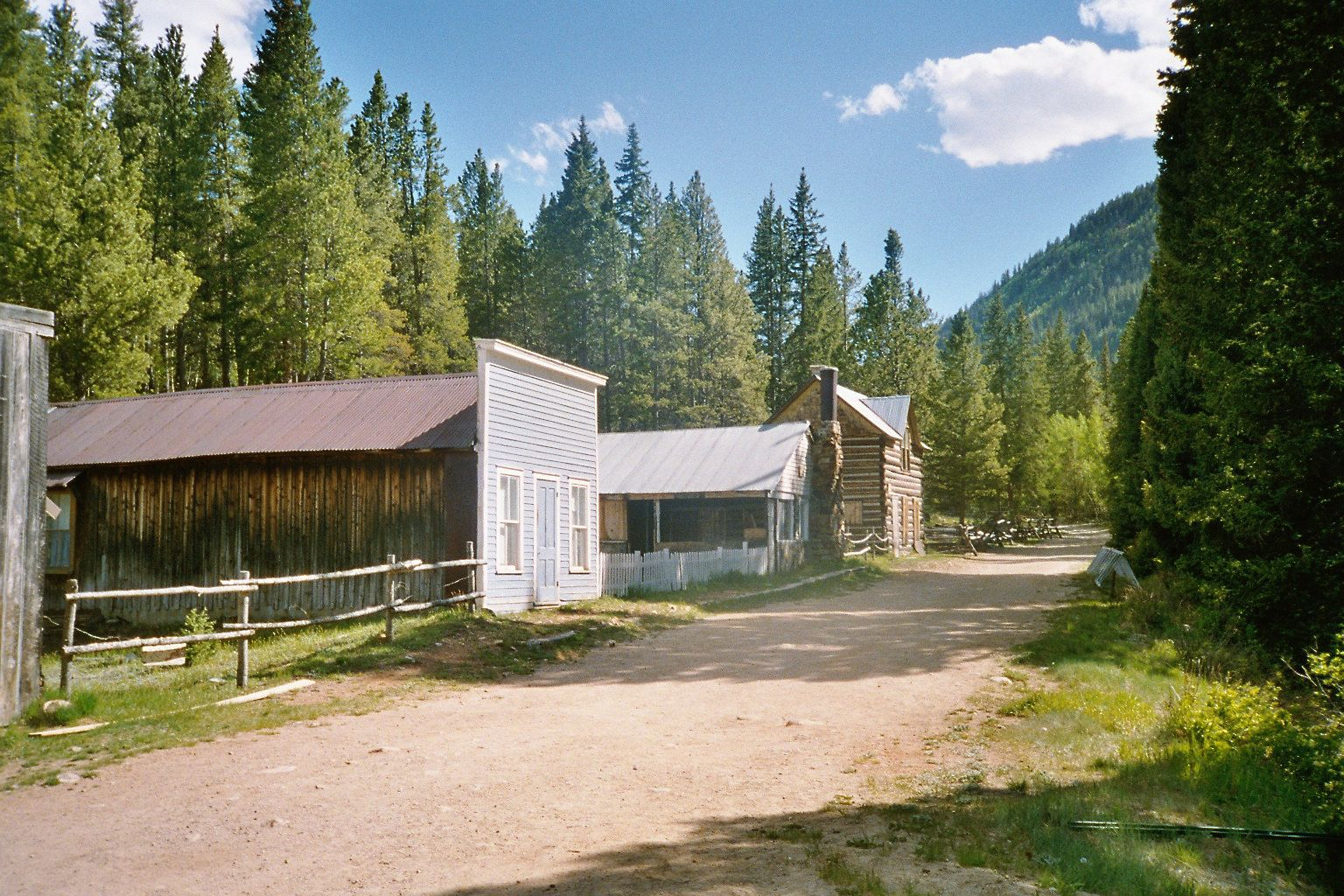
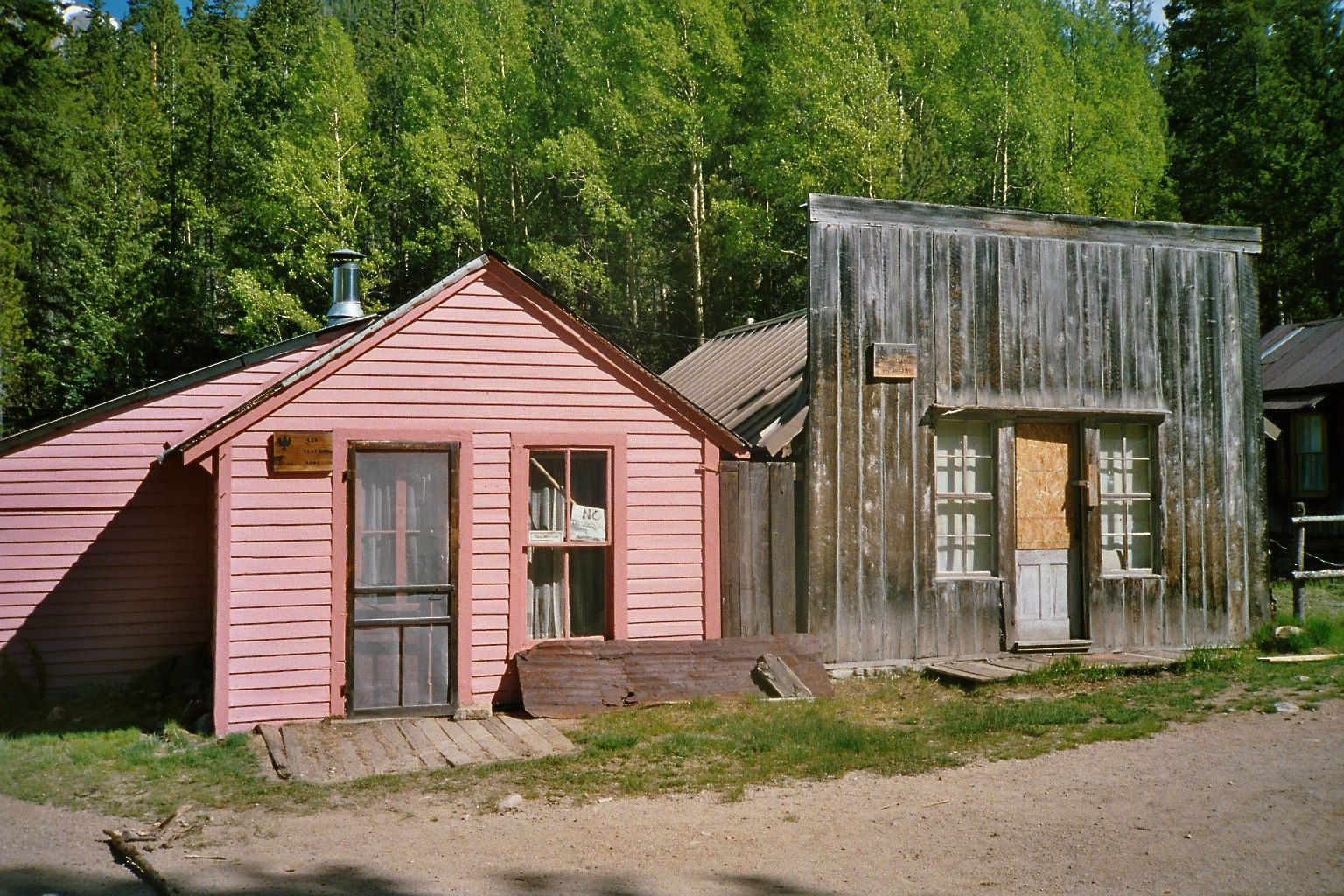
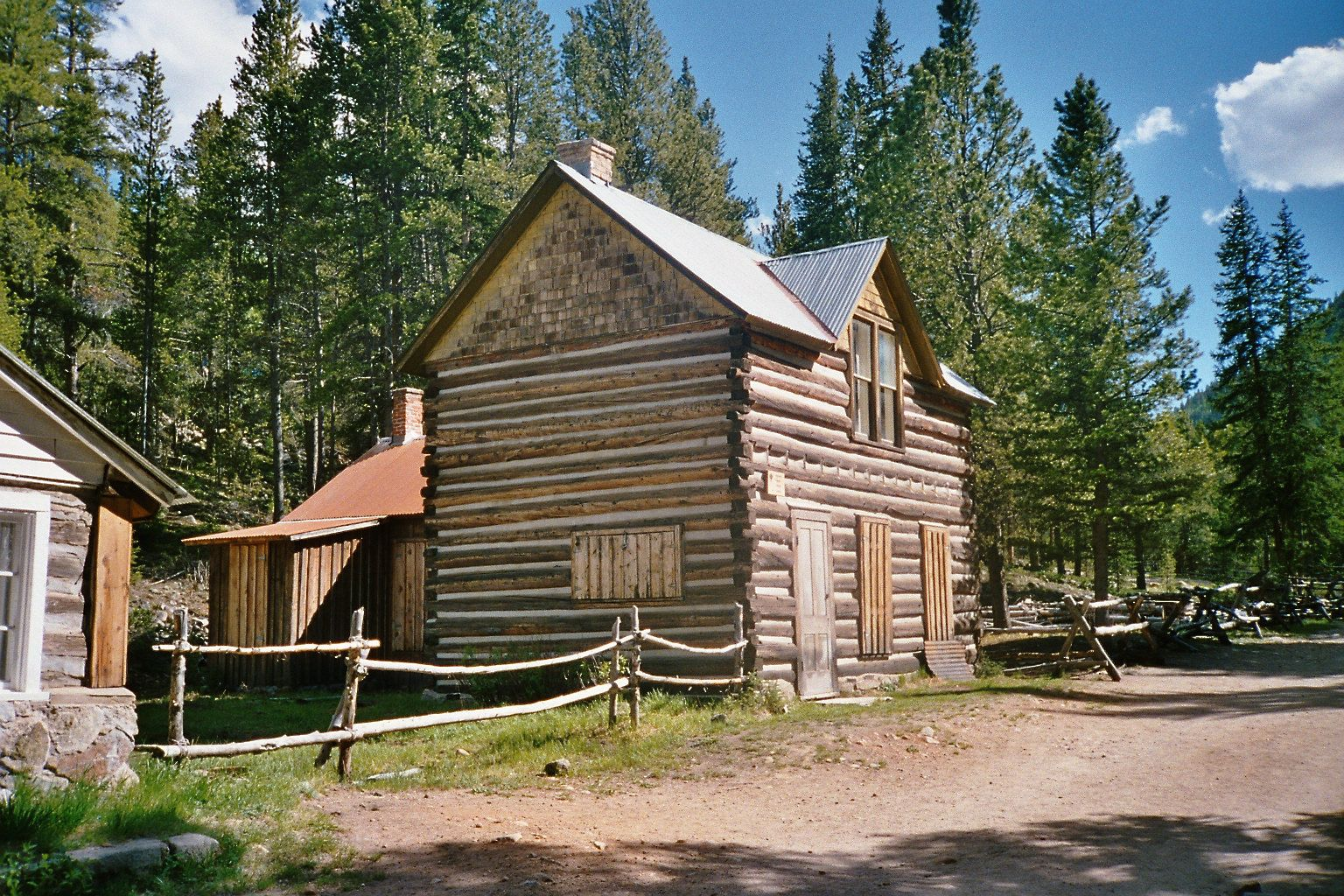
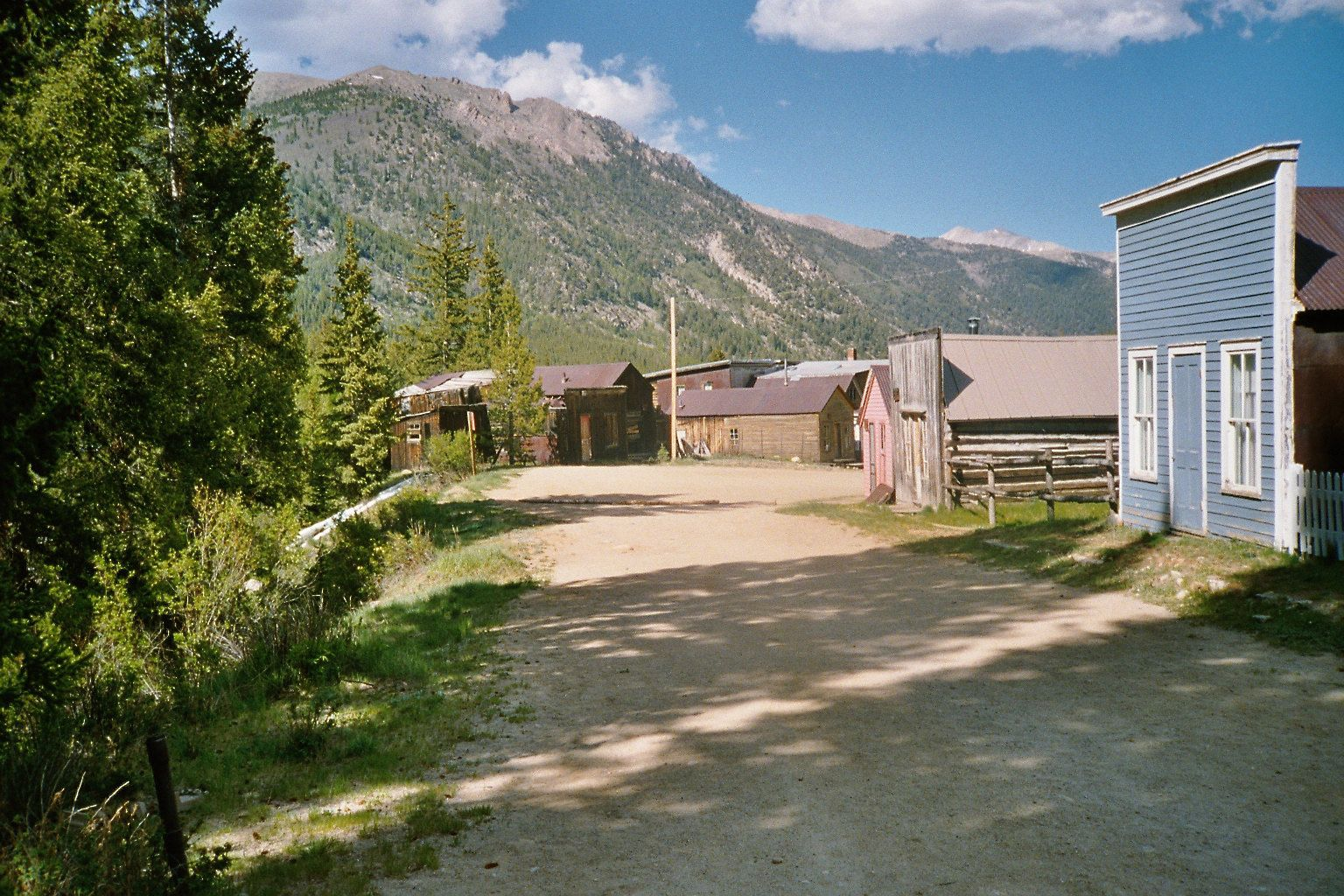
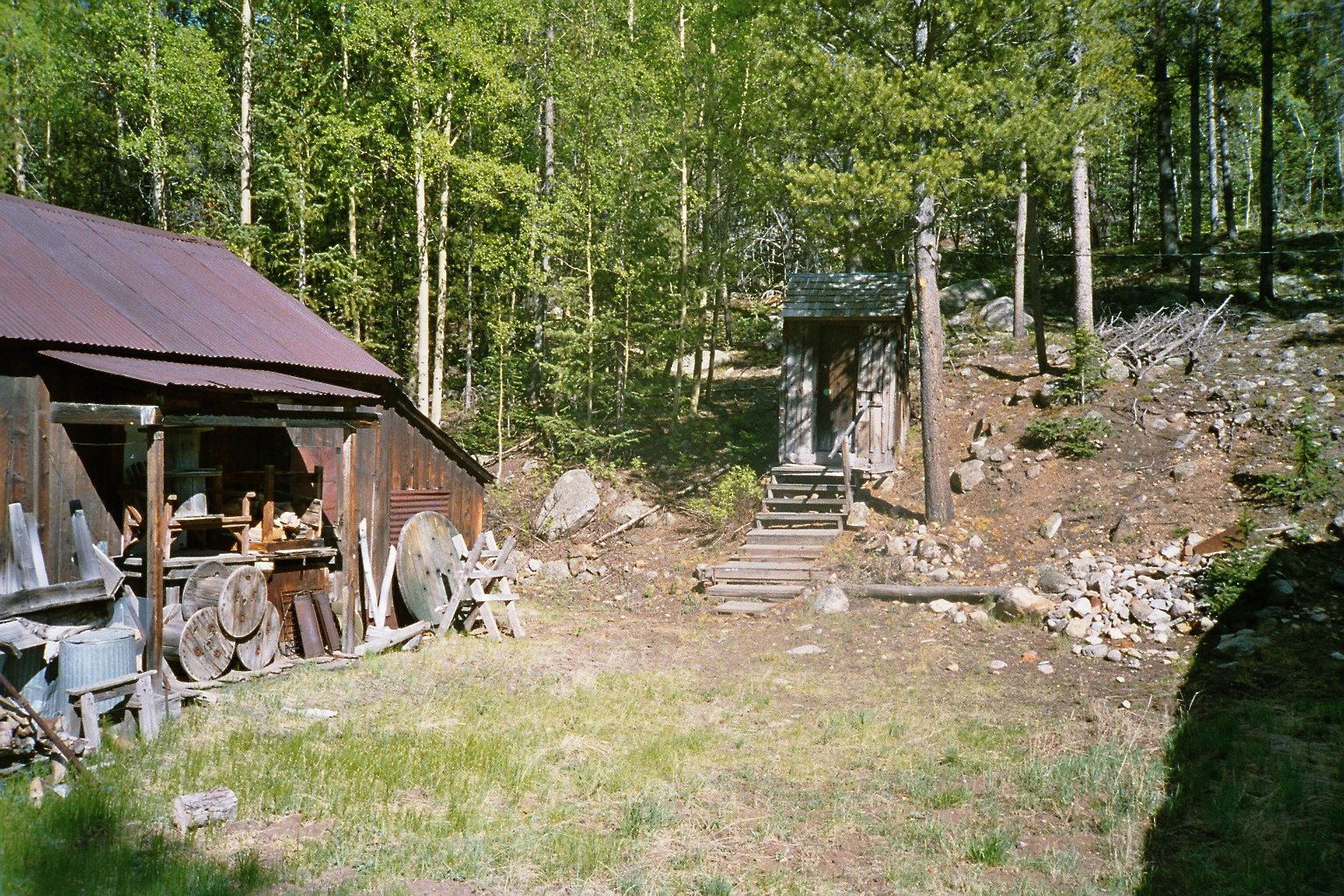
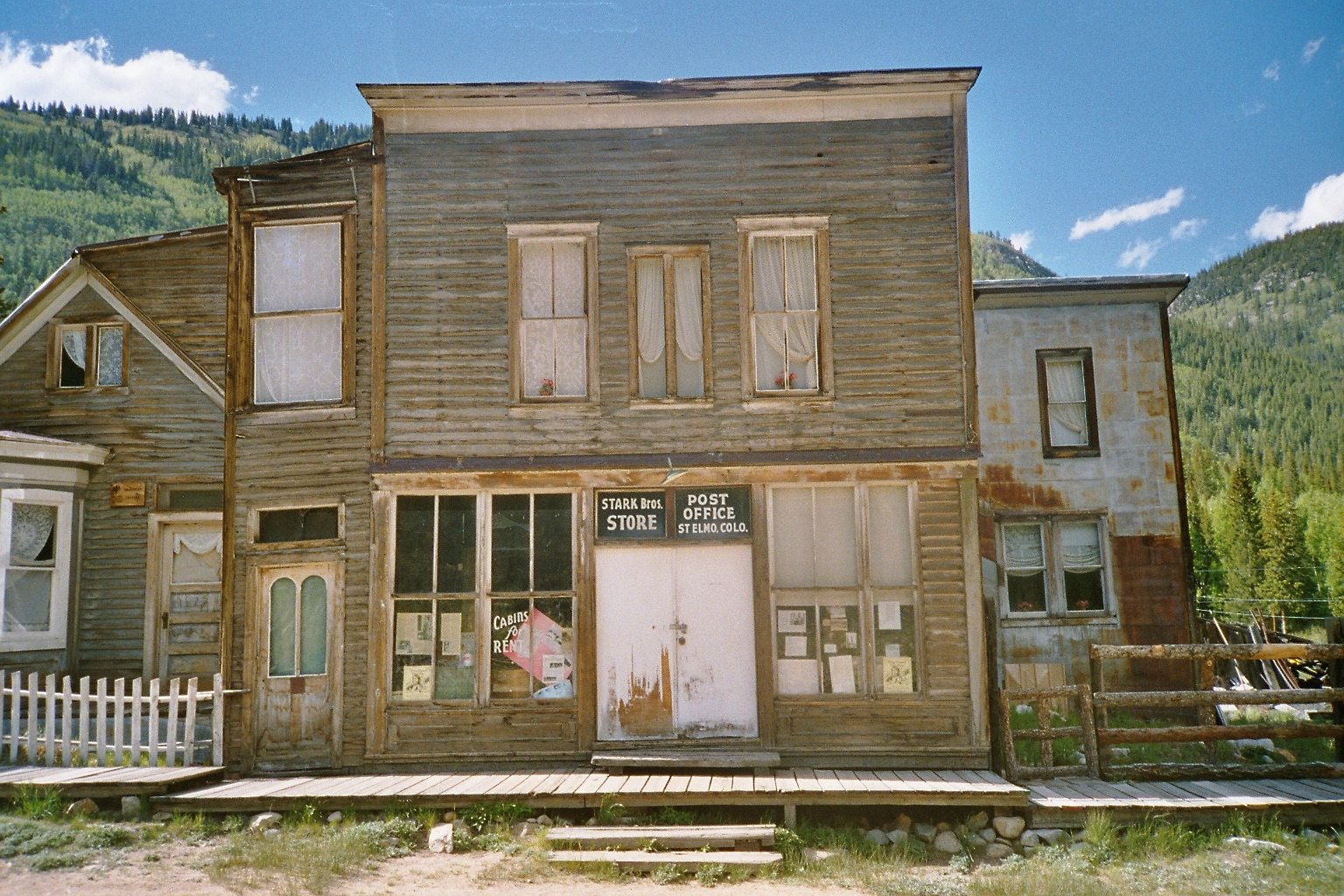

## レクリエーション地域
- アーカンザス川水源レクリエーション地域

## 国有林と原生地

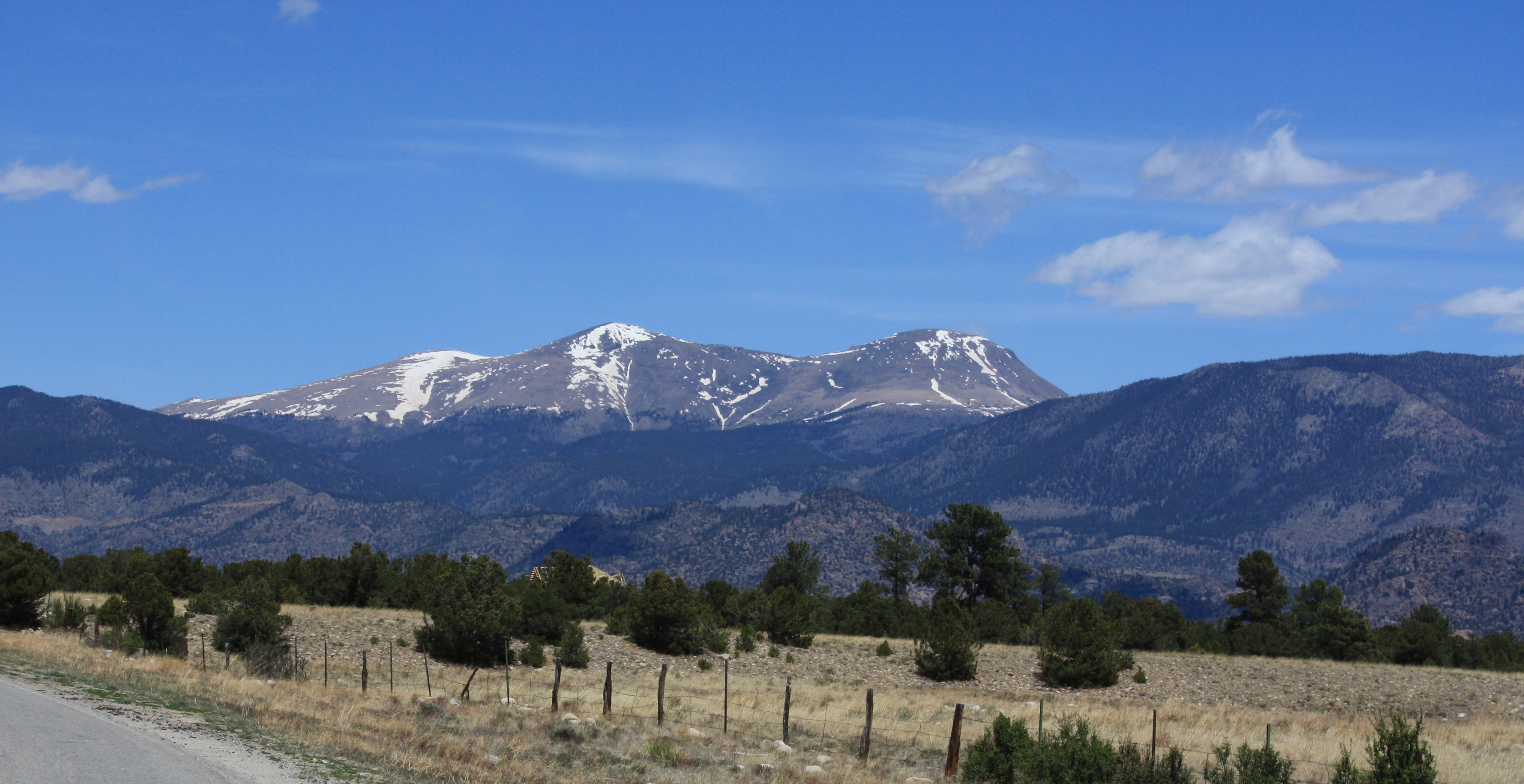
ブエナビスタ郊外のバッファローピーク

- バッファローピークス原生地
- カレッジエイトピークス原生地
- サンイザベル国立の森

## トレイル
- アメリカン・ディスカバリー・トレイル
- コロラド・トレイル
- 大陸分水界国立景観トレイル

## 自転車道
- グレートパークス自転車道
- ウェスタン・エキスプレス自転車道